# 亚当·克热辛斯基
亚当·克热辛斯基（波蘭語：Adam Krzesiński，1965年9月13日—），波兰男子击剑运动员。他曾代表波兰参加1992年、1996年和2000年夏季奥林匹克运动会击剑比赛，获得一枚银牌和一枚铜牌。